# ماریو لنزا
ماریو لنزا (انگلیسی: Mario Lanza؛ زاده ۳۱ ژانویهٔ ۱۹۲۱ – درگذشته ۷ اکتبر ۱۹۵۹) یک خواننده، و هنرپیشه اهل ایالات متحده آمریکا بود.